# 膠耳
膠耳（英語：Glue ear）是歐氏管和中耳因感染而有流體的一種症狀。
喉嚨通往耳朵的歐氏管由於慢性疾病，例如：鼻竇炎、腺狀種、扁桃腺炎或中耳炎而產生大量流體，導致耳朵被流不出來並成為膠狀的物質阻塞，從而影響聽力。

## 症狀
- 耳朵有異物感。
- 失去部分聽力或是變聾。